# Ben Wheatley
Ben Wheatley, né le 7 novembre 1972 à Billericay, est un réalisateur et scénariste britannique.

## Biographie
Avant de commencer sa carrière au cinéma avec Down Terrace et surtout Kill List qui l'a révélé, Wheatley a réalisé une centaine de publicités et de vidéos virales. Il collabore régulièrement avec sa femme Amy Jump (en) pour l'écriture des scénarios.

## Filmographie

### Cinéma
- 2009 : Down Terrace (également co-scénariste, producteur et monteur)
- 2011 : Kill List (également co-scénariste et monteur)
- 2012 : Touristes (Sightseers) (également monteur)
- 2012 : The ABCs of Death (segment U Is for Unearthed) (également monteur)
- 2013 : English Revolution (A Field in England) (également monteur)
- 2015 : High-Rise (également monteur)
- 2016 : Free Fire (également scénariste)
- 2018 : Happy New Year, Colin Burstead
- 2020 : Rebecca
- 2021 : In the Earth
- 2023 : En eaux très troubles (The Meg 2: The Trench)
- 2025 : Normal

### Télévision
- 2008 : Modern Toss (4 épisodes)
- 2008 : The Wrong Door (6 épisodes)
- 2009-2010 : Ideal (14 épisodes)
- 2014 : Doctor Who (épisodes 1 et 2 de la saison 8)
- 2018-2019 : Strange Angel (3 épisodes)

## Distinctions

### Récompenses
- Festival international de la créativité 2006 : Lion Cannes pour le viral AMBX
- Austin Fantastic Fest 2009 : Next Wave Prize pour Down Terrace
- Festival de Raindance 2009 : meilleur film britannique pour Down Terrace
- Evening Standard British Film Awards 2011 : révélation de l'année
- Fangoria Chainsaw Awards 2013 : meilleur scénario (2e place) pour Kill List
- Festival international du film fantastique de Puchon 2013 : Best of Puchon pour Touristes
- Evening Standard British Film Awards 2013 : Peter Sellers Award for Comedy pour Touristes
- Festival international du film de Karlovy Vary 2013 : prix spécial du jury pour English Revolution

### Nominations
- Evening Standard British Film Awards 2011 : meilleur scénario pour Down Terrace
- British Independent Film Awards 2011 : meilleur réalisateur et meilleur scénario (partagé avec Amy Jump) pour Kill List
- Evening Standard British Film Awards 2012 : meilleur scénario pour Kill List
- British Independent Film Awards 2012 : meilleur réalisateur pour Touristes
- Dublin Film Critics Circle Awards 2013 : meilleur réalisateur pour English Revolution
- Festival international du film de Saint-Sébastien 2015 : En compétition pour la Coquille d'or pour High-Rise